# Orosz citrusfajták
Ez a lista az orosz nemesítésű, jó télállóságú citrusfajtákat tartalmazza, betűrendben.

## Citrusfajták

### Citrus sinensis(narancs)
- Pervenets
- Pupochno-bessemyanniy
- Korolyok grushevidny
- Koroljok No.13
- Kelasurskij
- Adžarskij

### Citrus limon(citrom)
- Bezkoljuček
- Genoa
- Kuzněrův
- No. 4553
- No. 4554
- Nucelární No. 100
- Novo-Gryzinskiy
- Sejanec

### Citrus unshiu(satsumamandarin)
- Abchazskij rannij
- Aeurelia
- Gruševidnyj
- Jubilejnij
- Kadorskij
- Kawano wase
- Kelasurskij
- Kochorskij
- Mičurinec
- Miyaga wase
- Pioner 80
- Silverhill
- Slava Vavilova
- Soči I
- Sočinská 23
- Unshiu No.11
- Unshiu širokolistá

### Citrus paradisi(grapefruit)
- Bezsemjanij
- Duncan
- Gruševidnij
- Izo Buntan